# آلکسیس آرکت
آلکسیس آرکِت (به انگلیسی: Alexis Arquette) (زادهٔ ۲۸ ژوئیهٔ ۱۹۶۹ - درگذشت ۱۱ سپتامبر ۲۰۱۶) بازیگر و خواننده کاباره اهل ایالات متحده آمریکا فعال حقوق دگرباشان جنسی بود.
الکسیس خواهر پاتریشیا، روزانا و دیوید آرکت بازیگران سینما بود. الکسیس آرکت در فیلم‌هایی چون پالپ فیکشن، انجامش نده، جست و خیز در قبرستان، فرانک و جسی و خواننده عروسی بازی کرده‌است. او نخستین بار در سال ۱۹۸۶ روبه‌روی دوربین سینما قرار گرفت.
در سال ۱۹۸۹ با بازی در نقش یک دگرپوش جنسی در فیلم آخرین خروجی به بروکلین به شهرت رسید و پس از آن در بیش از پنجاه فیلم بازی کرد که در بیشتر آن‌ها بازی در نقش‌های فرعی را برعهده داشت.
او که ابتدا نام رابرت را داشت در سی و چند سالگی به عنوان زن ترنس آشکارسازی کرد و نام الکسیس را بر خود گذاشت.
او در سال ۲۰۰۶ در فیلم-مستندی با عنوان «برادرم الکسیس» دربارهٔ آشکارسازی و مراحل تطبیق و بازتایید جنسیت خود حضور یافت و تجربه خود را بیان کرد.
او صبح روز یکشنبه ۱۱ سپتامبر در ۴۷ سالگی درگذشت. برادر او بر روی فیس‌بوک خود نوشته که خواهرش در حالی که به آهنگی از دیوید بویی گوش می‌داد، درگذشته‌است.